# Енергетика Ізраїлю

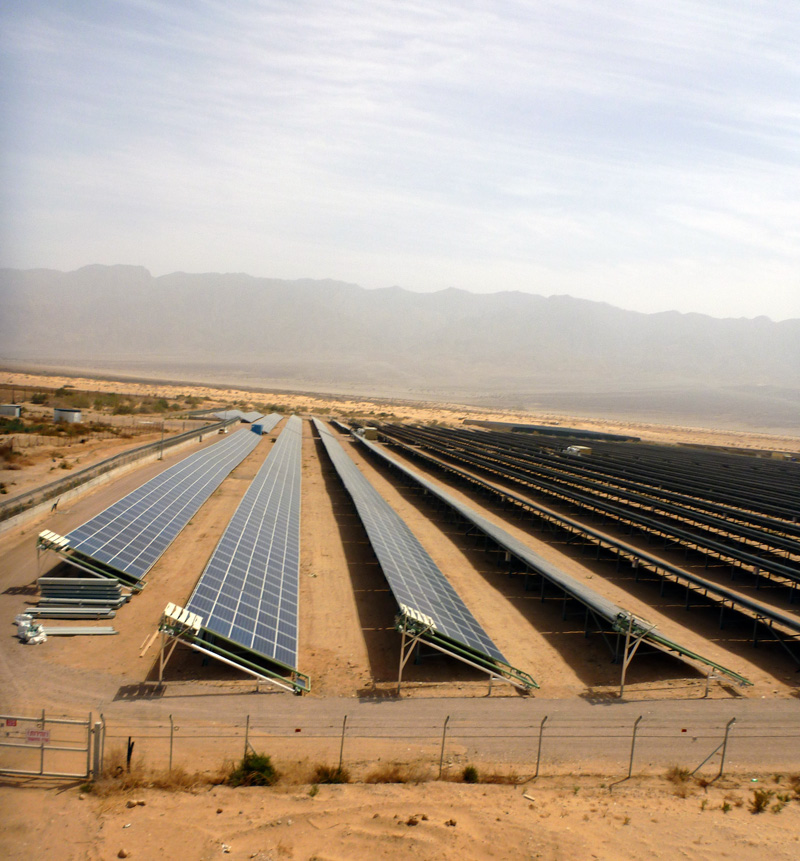
Сонячне поле, Кібуц Еліфаз, Ізраїль

Більшість енергії що виробляється в Ізраїлі  походить з вуглеводневих паливних ресурсів. Загальний попит в країні первинної енергії значно перевищує загальний обсяг її виробництва, тому країна значною мірою спирається на імпорт, щоб задовольнити потреби в енергії. Загальне споживання первинної енергії у 2011 році становило 285.5 кВт або 24.5 Мтв (млн барелів).

Споживання електроенергії в Ізраїлі склало 59,83 ТВт·год в 2014 році, тоді як виробництво склало 64,44 ТВт·год, а чистий експорт - 4,94 ТВт·год. Встановлена потужність генерації становила близько 16,25 ГВт у тому ж році, майже з всіх з установок палива, переважно вугілля та газ.
. На відновлювану енергію припадає на незначну частку виробництва електроенергії, з невеликою встановленою потужністю фотовольтаїки. Проте в цілому понад 1,3 мільйона сонячних водонагрівачів встановлено в результаті обов'язкового регулювання нагріву від сонця води.

## Історія

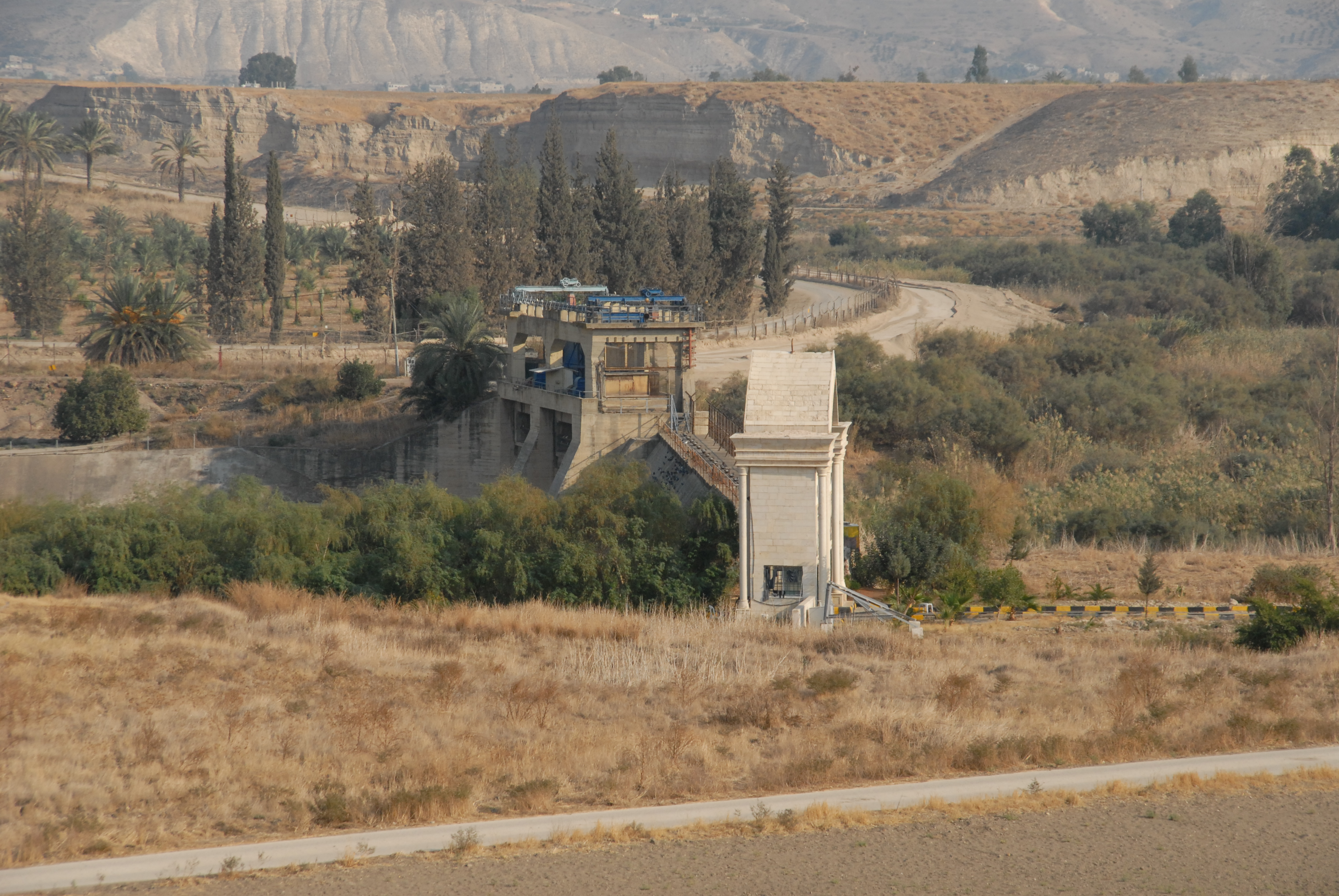
Пінхас Ротенберг енергетична станція Нахараїм

Протягом усієї історії Ізраїлю забезпечення енергопостачанням населення було головною турботою ізраїльських політиків. 
Сьогодні Israel Electric Corporation, яка відстежує свою історію до 1923 року, є основним виробником та розподільником електроенергії в Ізраїлі
. 
Розвідування нафти почалася ще в 1947 році на поверхневому об'єкті в районі Хелец на південному прибережі рівнині Ізраїль.. Перша побудова та відкриття Heletz-I було завершено в 1955 році, після чого було відкриття та розроблено кілька невеликих свердловин у Кохаві, Брурі, Ашдоді та Цук Тамрурі в 1957 році.
Родовище Heletz-Brur-Kokhav дає в цілому 17,2 мільйонів барелів, що є незначним в порівнянні з національним споживанням. З початку 50-х років в Ізраїлі пробурили 480 нафтових і газових свердловин, земеот та офшорів, більшість з яких не призвели до комерційного успіху. У 1958-1961 рр. на півдні Юдейській Пустелі було виявлено кілька невеликих газових родовищ. З початком Шестиденої війни аж до договору з Єгиптом про відокремлення Синаю в 1975 році Ізраїль видобував велику кількість нафти з нафтового родовища Абу Роде на Синаї.

## Сонячна електроенергія

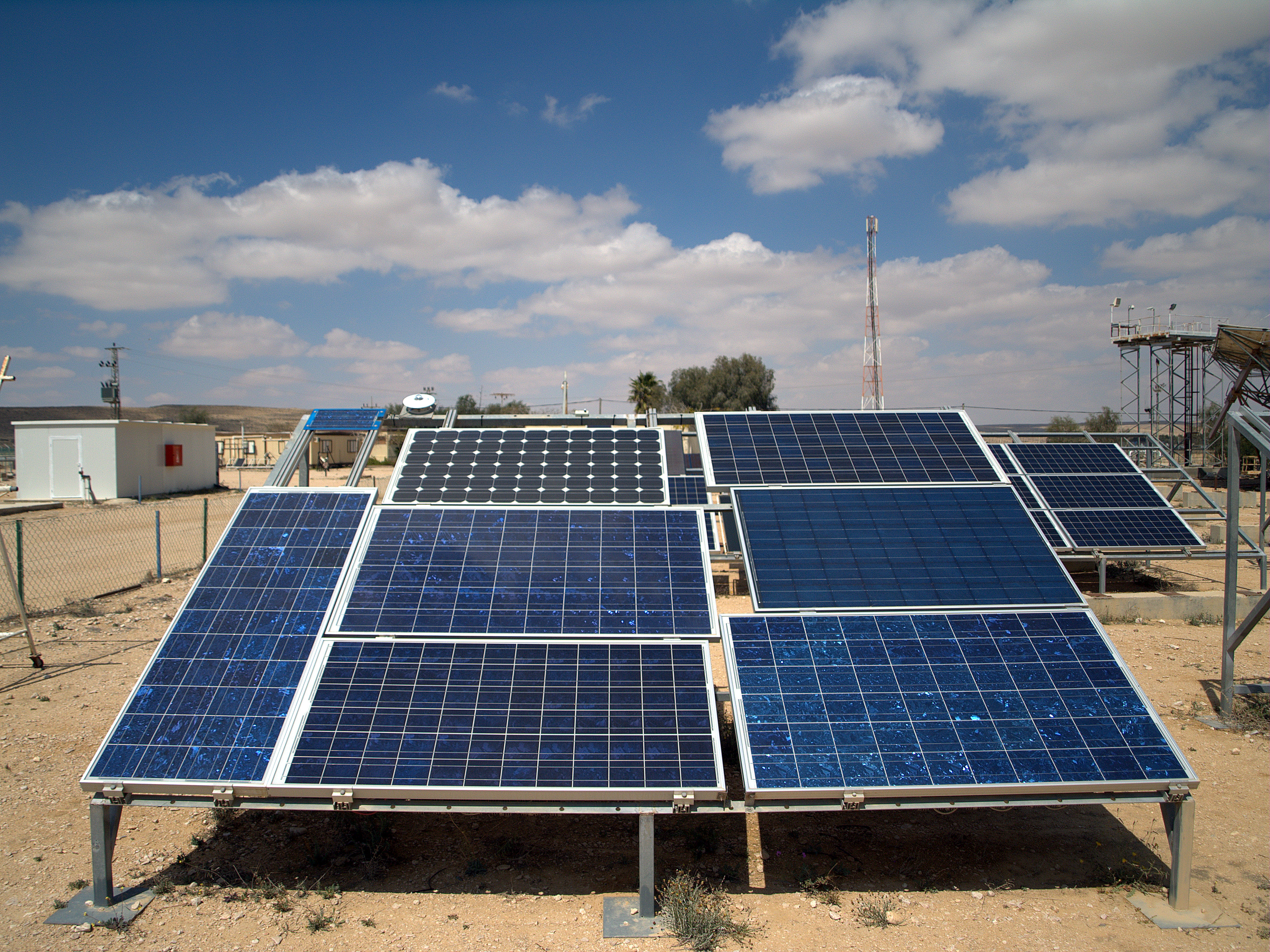
Фотоелектричні поля в Ізраїльському національному центрі сонячної енергії

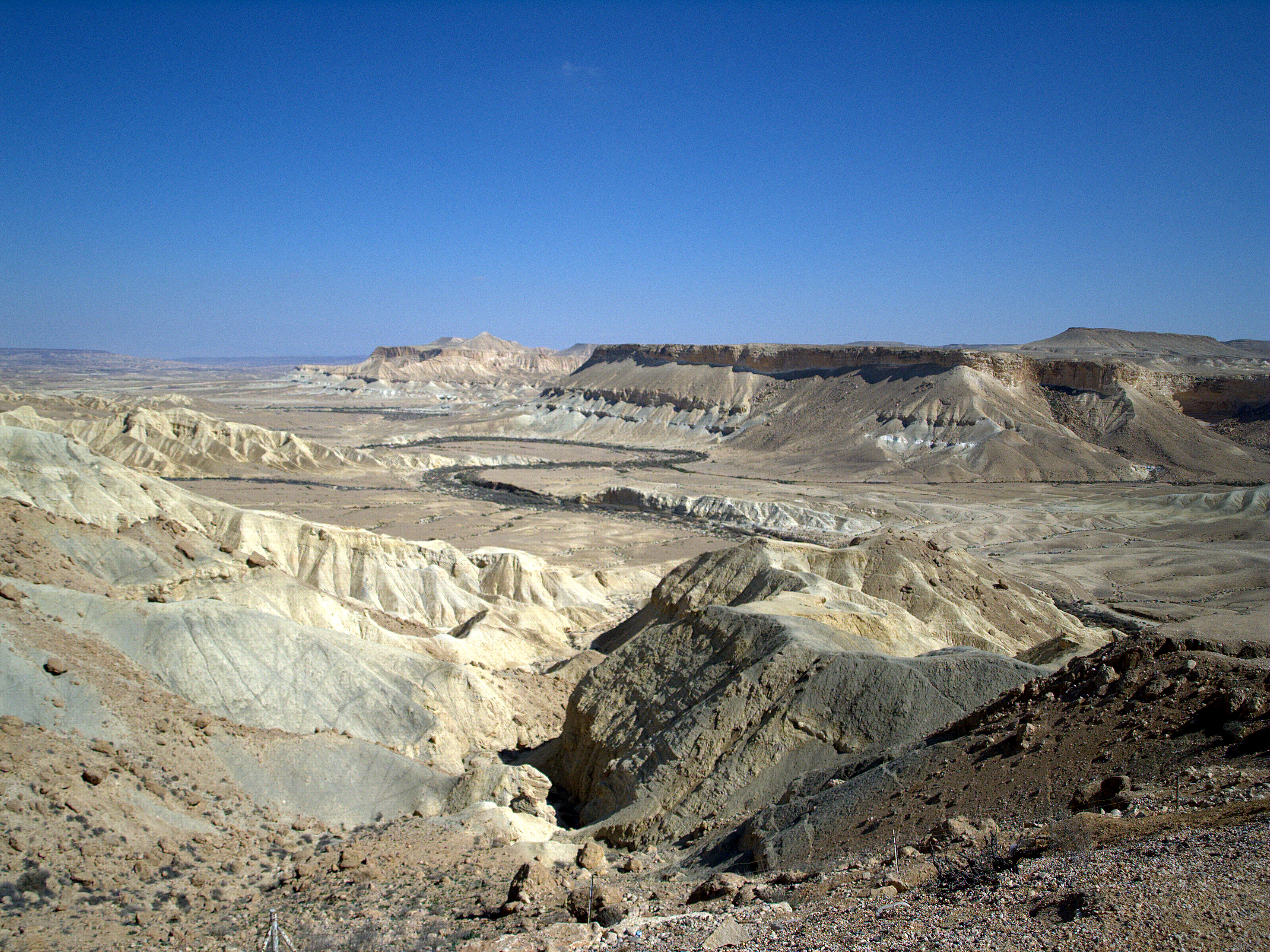
Пустеля Негев є основним місцем базування для дослідницьких галузей в Ізраїлі, зокрема Національного центру сонячної енергії Ізраїлю ім Давида Бен-Гуріона і Арави — сонячного регіону Ізраїлю

Сонячна енергія в Ізраїлі розвиватися почала через недостачі ресурсів та прагнення позбавитися від залежності від імпорту. Тому Ізраїль запланував та почав субсидціавтм та всіляко допомагати розвитку сонячної та альтернативних видів енергії в країні. Ідеально для цього підходить пустеля Нагев на яку припадає велика кількість сонця та сонячних днів. Сьогодні основним планом уряду є подальше збільшення відсоткового стану енергії цієї галузі збільшити 10 % у 2020 році.

### Сонячні бойлери та водонагрівачі

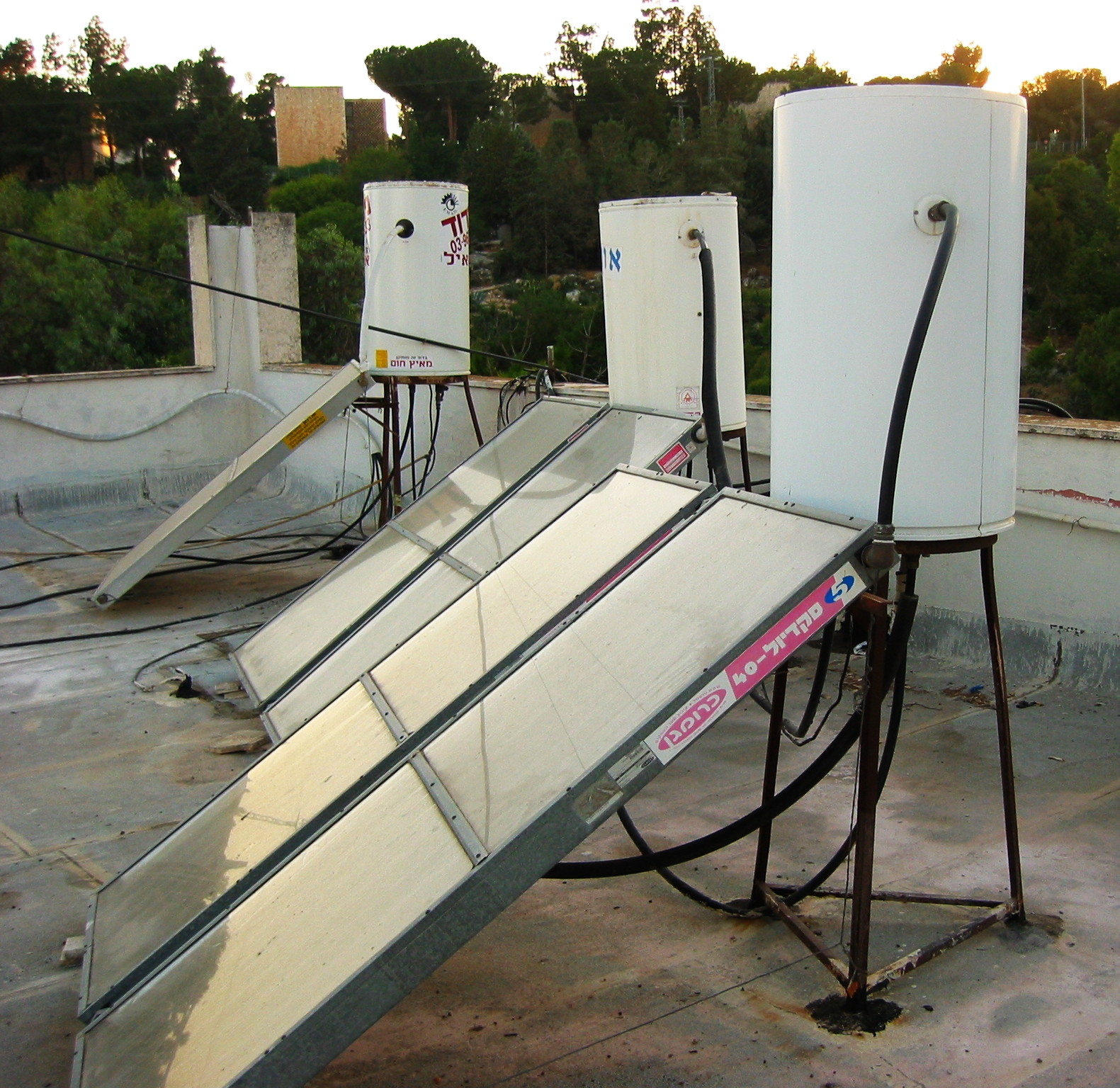
Roof-top нагрівачів води які працюють від сонячної енергії в Єрусалимі

Ізраїль є одним із світових лідерів у використанні сонячної теплової енергії на душу населення. На початку 1990-х років всі нові житлові будинки за вимогами від уряду повинні було бути встановлено сонячні водонагрівальні системи, а Міністерство національної інфраструктури Ізраїлю вважає, що сонячні батареї для водогрійного споживання задовольняють 4% загальної потреби в енергії країни сьогодні .
Ізраїль разом Кіпром є лідерами на душу населення у використанні сонячних систем для нагрівання води, де понад 90% будинків використовують дану системами.
Міністерство національної інфраструктури Ізраїлю прогнозує, що нагрівання сонячної води врятує Ізраїлю 2 млн. Барелів (320 000 м3) нафти на рік.

### Ізраїльська Сонячна Вежа

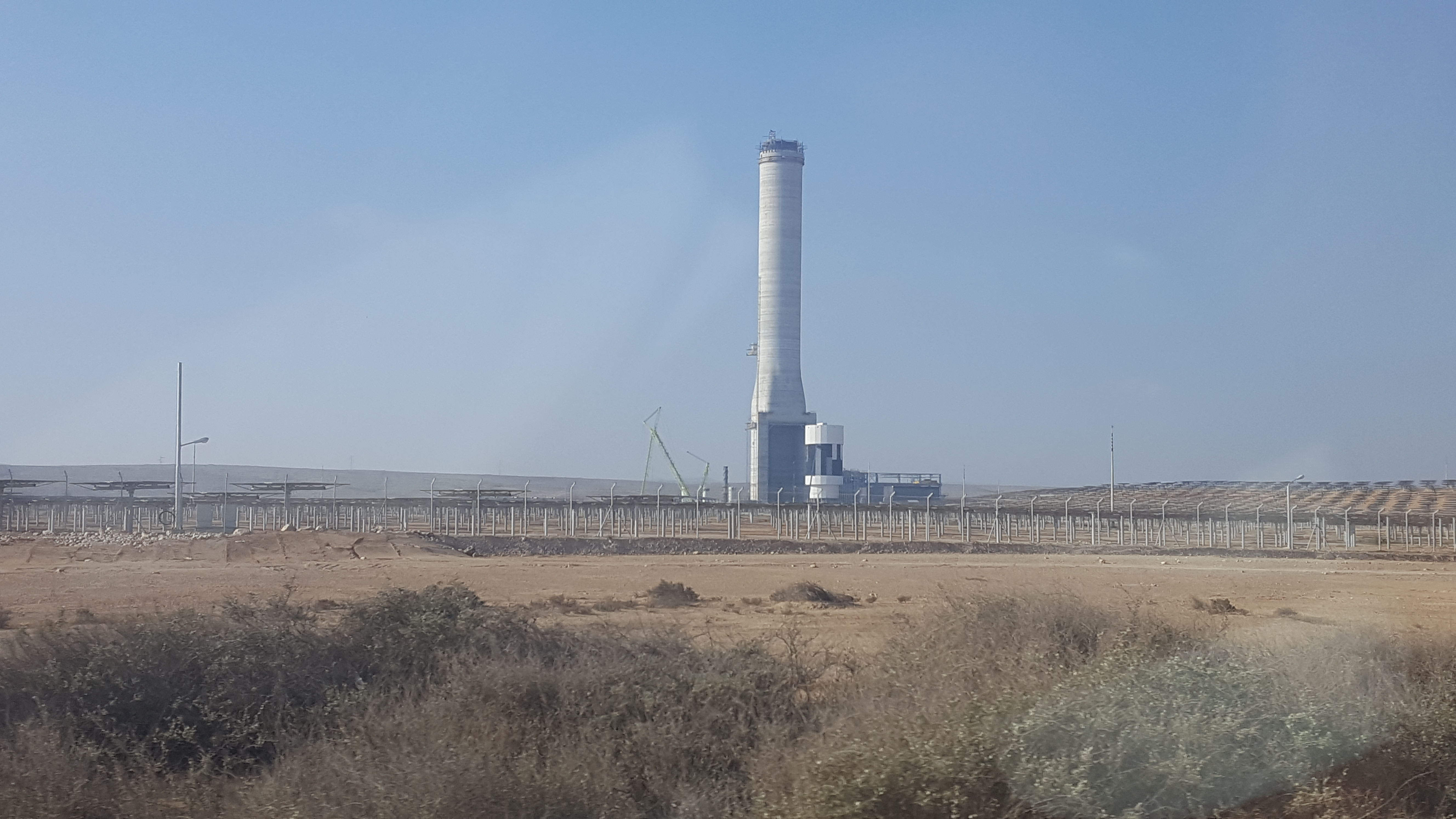
Ізраїльська Сонячна вежа в процесі будування.Весна 2017

Ашалінська електростанція - майбутня сонячна енергія електростанція, яке буде встановлено в Негев пустелі поблизу кібуцу Ашалім, (на південь від районного міста Беер Шева в Ізраїль. Ця станція забезпечить 121 і / т МВт електроенергії (2,0% споживання ізраїльського), що робить його найбільшим у Ізраїлі та п'ятим за величиною в світі. Відзначається, що це буде найвища в світі станція серед інших подібних СЕС - висота її вежі складе 240 метрів, повідомляє Ecotown з посиланням Australia Network.
Навколо вежі встановлять 50 000 дзеркал-геліостатів. Керувати роботою системи будуть за допомогою комп'ютерів. Особливість станції Megalim полягає в тому, що для встановлення зв'язку з дзеркалами використовується WiFi, тобто система управління буде бездротовою.
Сонячні електростанції баштового типу засновані на принципі отримання водяної пари з використанням сонячної радіації. У центрі СЕС стоїть вежа на вершині якої знаходиться резервуар з водою. Також в цій вежі знаходиться насосна група, що доставляє воду в резервуар від турбогенератора, який знаходиться поза вежі. По колу від вежі на деякій відстані розташовуються геліостати (рухливі дзеркала).
Енергія, що буде сфокусована дзеркалами буде підігрівати воду до 540 градусів за Цельсієм в резервуарі, встановленому на вершині вежі. Розробники проєкту стверджують, що їм вдалося вирішити проблему інших подібних станцій - тобто пробок смерті птахів зокрема, це коли багато птахів пролітаючи над станціями гинули від сонячного світла та блиску.
Станція об'єднає 3 види енергії: енергія сонячної теплової енергії, фотоелектрична енергія енергії та природного газу. Планується 30 МВт електростанція, а також 121 МВт CSP, компанія Megalim Solar Power, спільне підприємство між Brightsource та Alstom. Буде побудований другий завод CSP. Станція, як очікується, розпочне виробництво електроенергії в 2017 році.
Загальна вартість будівництва нової СЕС становить $ 773 млн.

## Первинна енергія

### Природний Газ

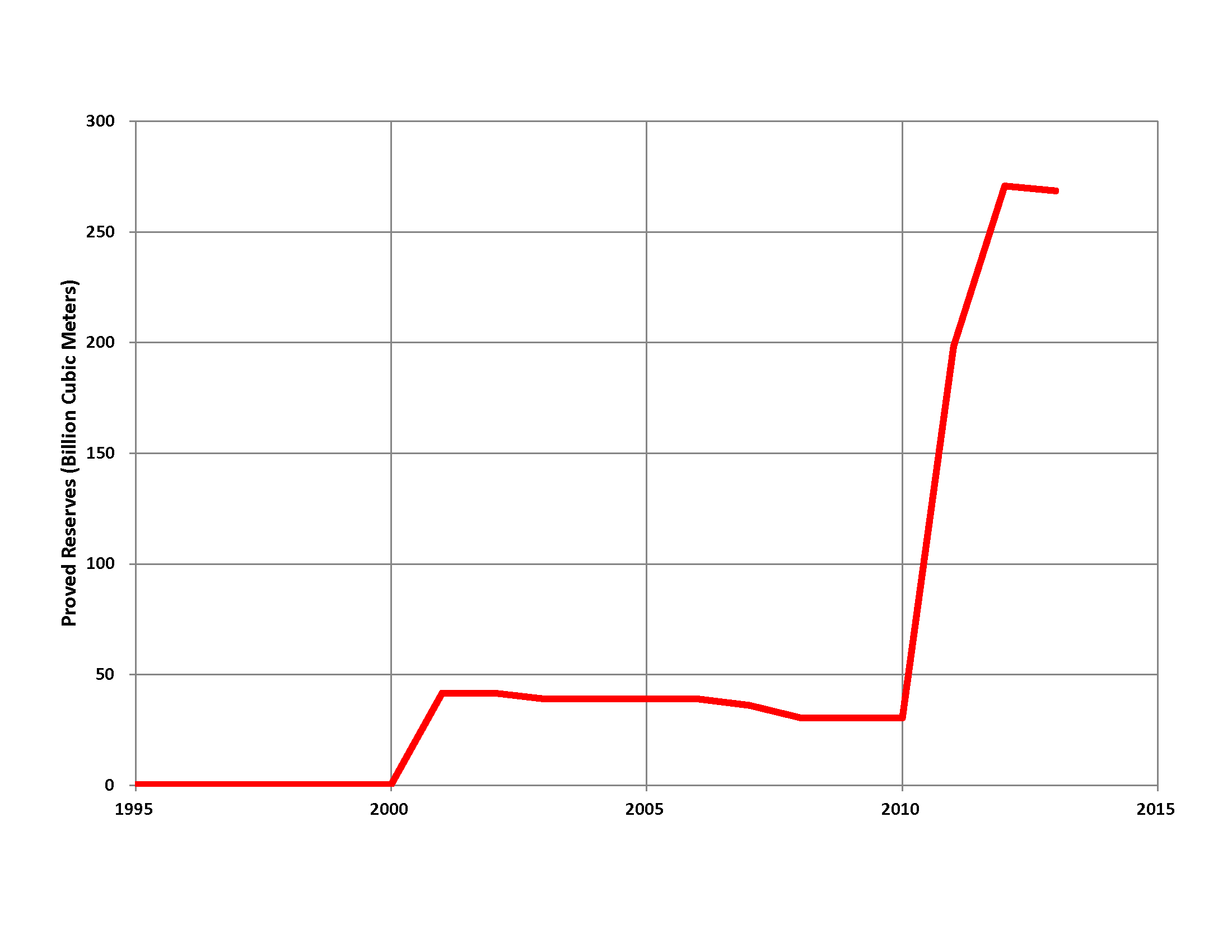
Таблиця розвіданих запасів природного газу в Ізраїлі

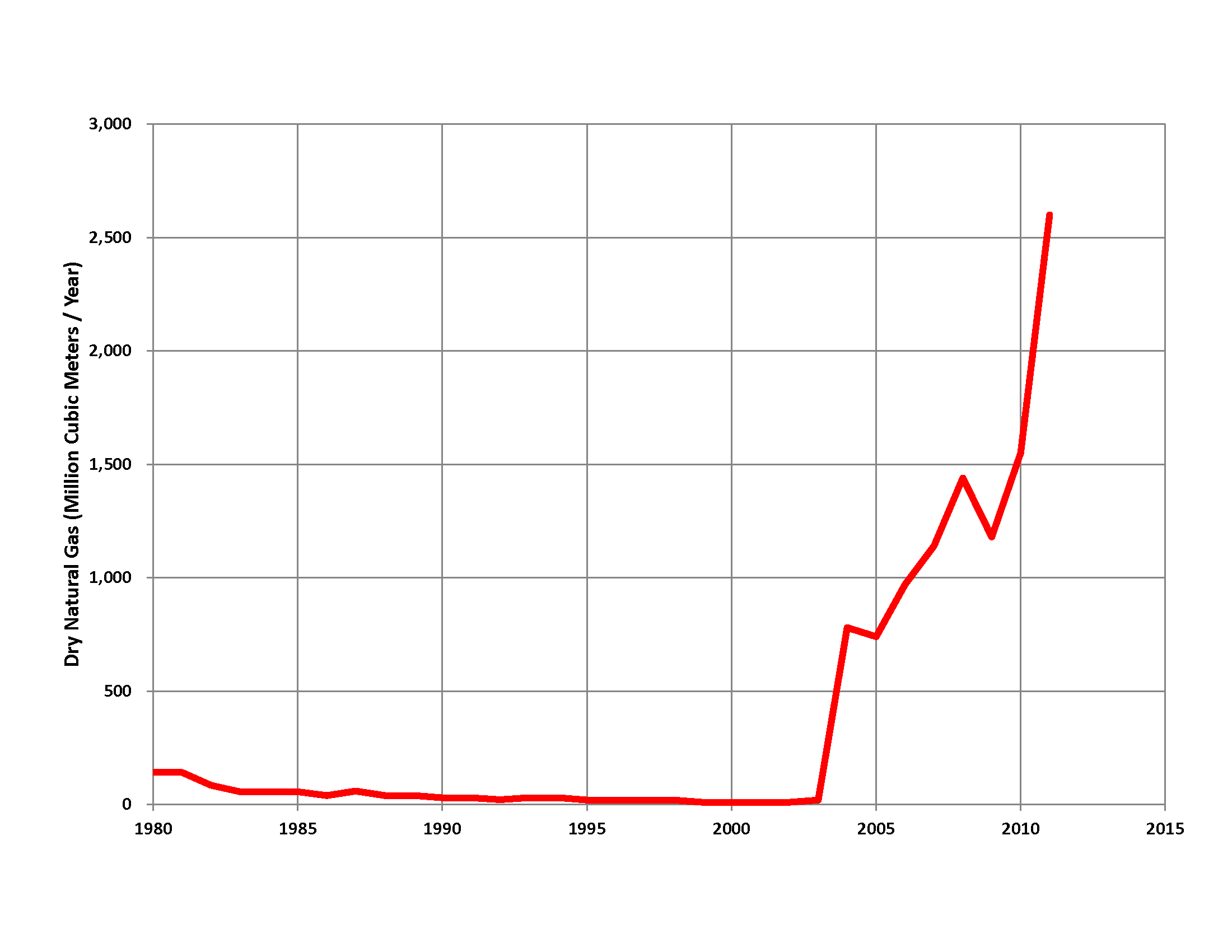
Картинка показує виробництво природного газу в Ізраїлі, 1980-2012 рр. (Адміністрація енергетичної інформації США)

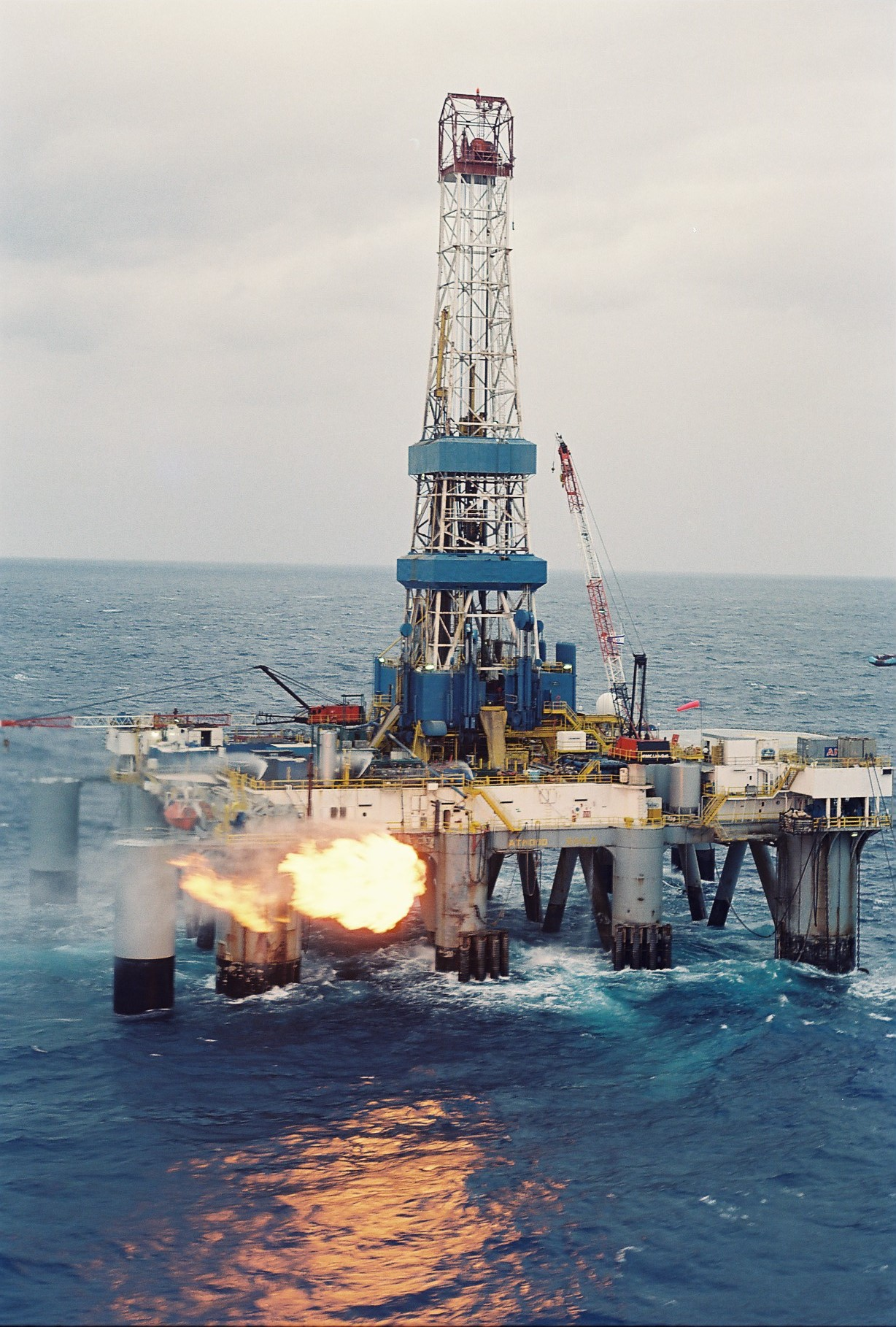
Буріння нафти в Середземному морі, Ноа газове родовище

З моменту створення Ізраїлю в 1948 році він був і залишається залежним від імпорту енергії з інших країн. 
Зокрема, в 2013 році Ізраїль видобував 7 млрд. Кубометрів природного газу, а в 2011 році імпортував 720 млн кубометрів.
Історично Ізраїль імпортував природний газ через Аршин - Ашкелонський трубопровід з Єгипту.
Єгипет є другим за величиною виробником природного газу в Північній Африці. У 2005 році Єгипет підписав угоду на суму близько 2,5 мільярдів доларів, щоб постачати в Ізраїль протягом п'ятнадцяти років 57 мільярдів кубометрів газу на рік.
За цією схемою, Єгипет постачає 40 відсотків потреб ізраїльського природного газу.
Електрична компанія Ізраїлю (IEC) контролює понад 95% електроенергетичного сектору в Ізраїлі та контролює виробництво, розподіл та передачу електроенергії в країні. Діяльність IEC регулюється законом про розподіл природного газу, який регулює розподіл природного газу в Ізраїлі для посилення ринкової конкуренції.
Важливою віхою в розвитку енергетичної промисловості в Ізраїлі були знахідки газових родовищ Тамар у 2009 році та газового родовища Левіафан в 2010 році біля узбережжя Ізраїлю. Запаси природного газу на цих двох полях (Левіафан має близько 19 трильйонів кубічних футів) може забезпечити забезпеченість Ізраїлю більше як на 50 років. Ізраїль навіть зможе експортувати газ в інші країни.
У 2013 році Ізраїль почав комерційне виробництво природного газу з району Тамар. Є плани споживати природний газ з поля Тамар через трубопровід розташований а Ашдоді, в Ізраїлі, а потім перетворити його в зріджений природний газ. Очікується, що план почне втілюватися в життя в 2017 році. Similarly, there are plans to begin exploitation of the Leviathan field by as early as 2016.
Міністр енергетики Ізраїлю Юваль Штайніц сказав: "Протягом багатьох десятиліть араби використовували тe становище , що вони постачають в Європу нафтою та природним газом, та намагаються натиснути на Ізраїль... А тепер ми зможемо збалансувати сили та отримуємо змогу впливати самим "
Електричні станції по виробництву газу
- Станція Далія

Станція була введена в дію в 2013 році. Розташовується в 2 км від Кфар Манехерму. Власником є ТОВ "Dalia Energies", що є ізраїльською холдинговою компанією Сьогодні Лілія є найбільшою незалежною електростанцією в країні. Вона може генерувати до загальної кількості 870 мегават (МВт) електроенергії, яка продається IEC та великим промисловим / інституційним клієнтам через розподільну мережу IEC.
- Станція Дорад

Станція розташована Близько до Середземного моря. Дорад - друга за величиною незалежна електростанція в країні. Вона може генерувати до загальної кількості 840 мегават електроенергії, яка продається IEC та великим промисловим споживачам через розподільну мережу IEC. Основними власниками станції є EAPC, турецька Zorlu Energy та група ізраїльських бізнесменів.
- Станція Ешколь

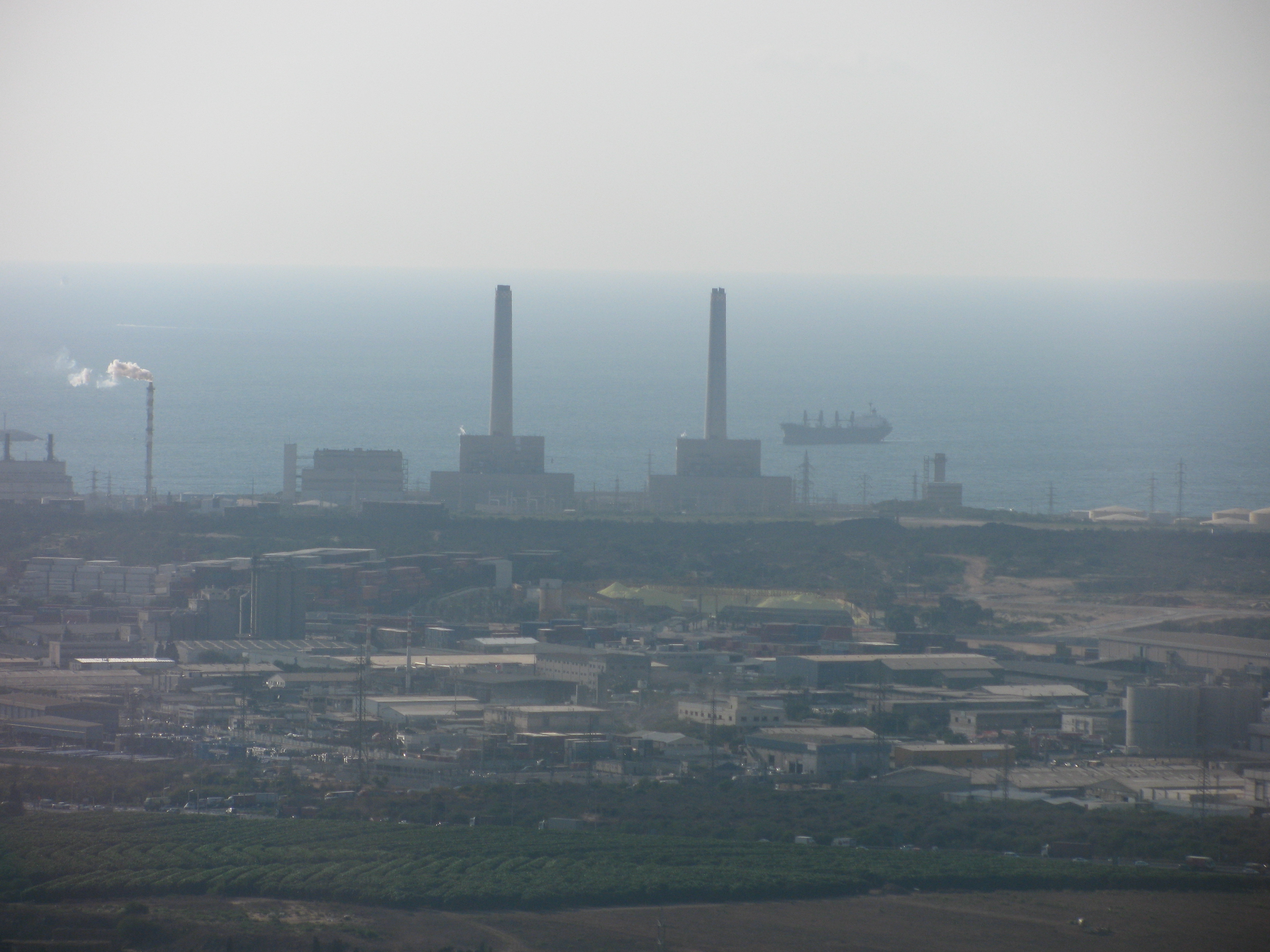
Станція Ешколь

Станція Ешколь Введена в експлуатацію в 1958 році. Є четвертою по величині електростанцією в Ізраїлі з точки зору виробничих можливостей забезпечує 7,3 процентів виробництва електроенергії в країні. Електростанція була названа в честь Леві Ешколя, колишнього прем'єр-міністра Ізраїлю.
- Електростанція Мішор

Електростанція Мішор - це колишня електростанція яка базувалася на виробництві сланцю та сучасна електростанція, що працює на природному газі в Мішор Ротемі, Ізраїль. Його експлуатує OPC Rotem, дочірня компанія Ізраїльської корпорації (80%) та Veolia Environnement (20%). Вперше поклади газу були виявлені ще в  70 роках 20 століття а поклади нафти в 80 роках 20 століття.
- Станія Редінг

.
Редінг - станція по виробництву енергії, що розташовується в Тель-Авіві в Ізраїлі. Вона розташована на північній околиці Тель-Авіва, на березі Середземного моря біля гирла річки Яркон. Електростанція була введена в дію в 1938 році, перша парова турбіна мала потужність 12 МВт. Поряд з ГЕС в Нахараїмі це був найбільший виробник електроенергії в підмандатної Палестині. Згодом станцію планували декілька раз закрити та ці плани не збулися відбулась модернізація яка почалася в 2002 році. Це був складний проєкт, який вимагав вкладення значних ресурсів. У проведення модернізації Електрична компанія Ізраїлю інвестувала понад 25 млн доларів США, а також за рахунок інвестицій Компанії в 65 млн доларів США була проведена укладання морського трубопроводу.

## Ізраїльський громадянський фонд
є незалежним фондовим (SWF) в Ізраїлі. Він був створений для того, щоб керувати непередбачуваними доходами, від відкриття газових родовищ Тамар і Левіафан. Фонд управляється Банком Ізраїлю.
Без створення фонду економіка Ізраїлю постане під загрозою так званої "голландської хвороби". Цей феномен відбувається, коли значне збільшення надходжень від одного сектору (наприклад, природного газу) зумовлює зміцнення місцевої валюти (шекель), що, у свою чергу, призведе до зменшення конкурентоспроможності інших секторів економіки.
У листопаді 2010 року Міжнародний валютний фонд рекомендував у своїй консультації щоб Ізраїль створив незалежний фонд. ОЕСР вважає, що його капітал до 2040 року складе від 40 до 175 мільярдів доларів США (тобто від 10 до 50 відсотків ВВП Ізраїлю) в залежності від швидкості нових відкриттів та зростання економіки.
Закон про заснування фонду був прийнятий Кнесетом у липні 2014 року. Закон заявляє, що фонд розпочне свою діяльність через місяць після того, як податкові надходження від природного газу в країні перевищить один мільярд. Спочатку передбачалося, що це відбудеться до 2017 року, за останніми оцінками очікується, що цей рівень буде досягнутий до 2020 року.

## Ядерна енергетика

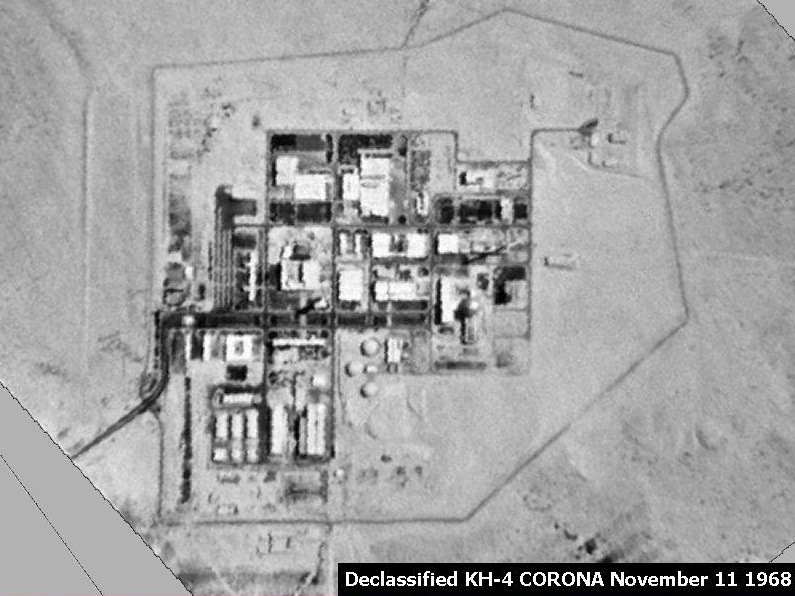
Негевський ядерний дослідницький центр, кадри із Corona satellite
побудований наприкінці 60-х роках

Будівля реактору дослідницького інституту Нахаль-Сорек 1960.

Міністр інфраструктури Біньямі Бен-Еліезер, говорив про можливості отримання електроенергії "неконвенціональним шляхом". До цих пір дана тема не обговорювалася офіційно жодним ізраїльським урядом.
Разом з тим, ідея будівництва в Ізраїлі атомної електростанції аж ніяк не нова. У травні 1958 року прем'єр-міністр Давид Бен-Гуріон і міністр фінансів Леві Ешколь обговорювали цю можливість за участю генерального директора міністерства оборони Шимона Переса. У міністерстві інфраструктури (а раніше - в міністерстві енергетики), вже кілька десятків років існує план по будівництву атомної електростанції. Для цієї мети "Хеврат Хашмаль" близько 30 років зберігає спеціально відведену ділянку землі в Негеві, який обходиться компанії в кілька мільйонів доларів на рік.

### Ядерна програма Ізраїлю
Старт ядерній програмі Ізраїлю було дано в 1952 році, коли була створена Комісія з атомної енергетики, яку очолив Ернст Девід Бергманн, фахівець в галузі органічної хімії (він вважається "батьком" ізраїльської ядерної програми). У становленні і розвитку цієї програми велику роль зіграло науково-технічне співробітництво Ізраїлю з дружніми йому країнами. У найбільш широких масштабах воно здійснювалося з Францією і США.
Франція допомогла Ізраїлю створити виробничу базу для створення плутонію. Відповідно до секретної франко-ізраїльської угоді, підписаній в 1956 році, французи побудували в Дімоні (пустеля Негев, 120 км на південний схід від міста Тель-Авів) важководневого реактора IRR-2 на природному урані первісної електричною потужністю 26 МВт4. Цей реактор був введений в експлуатацію в 1963 році і модернізований в 1970-ті роки: за оцінкою, його електрична потужність збільшилася до 75-150 МВт. Як наслідок, напрацювання плутонію збройової якості могла вироблятися і зрости з 7-8 кг до 20-40 кг в рік.
Навколо цього реактора утворився атомний науково-дослідний центр в Негеві (Negev Nuclear Research Center - NNRC), де здійснюються основні роботи по виробництву матеріалів, що розщеплюються і з них виробляється матеріал для ядерних боєприпасів. У цьому атомному центрі, об'єкти якого розташовані здебільшого під землею, крім реактора IRR-2 є: промислова радіохімічна установка з виділення плутонію з опроміненого в реакторі палива; підприємство з очищення та переробки уранової руди; досвідчений каскад газових центрифуг з розділення ізотопів урану; заводські установки з виробництва металевих урану і плутонію, а також палива (твелів) для ядерних реакторів; комплекс з виробництва важкої води (тритію), літію-6 і дейтериду літію-7; ряд науково-дослідних лабораторій, в тому числі по лазерному збагаченню урана8 і магнітного способу розділення ізотопів урану.
Однак варто зазначити, що створення атомної електростанції потребують серйозних змін у зовнішній політиці Ізраїлю, оскільки означатиме відкрите визнання атомних можливостей держави. Крім того, значно знижує ймовірність побудови електростанції той факт, що Ізраїль не підписав конвенцію про нерозповсюдження ядерної зброї, а отже це може негативно вплинути на партнерські відносини в світі.
Початок американо-ізраїльського співробітництва в ядерній галузі було покладено в 1955 році. США погодилися звести в Нахаба-Сорек (20 км на південь від міста Тель-Авів) дослідний легководневий реактор IRR-1 басейнів типу електричною потужністю 5 МВт, фізичний пуск якого був здійснений в червні 1960 р а також мав на меті організувати підготовку ізраїльських фахівців в національних лабораторіях в Ок-Рідж і Аргоні. За 1955-1960 роки в цих лабораторіях пройшли навчання 56 ізраїльських спеціалістів.
Реактор IRR-1, внаслідок малої потужності, навряд чи міг використовуватися в якості розробника збройового плутонію. У той же час саме на цьому реакторі ізраїльські фахівці отримали досвід поводження з ВОУ. Важливо також, що навколо реактора IRR-1 пізніше був збудований комплекс будівель, в яких розмістилися різні лабораторії, і виріс науково-дослідний центр, де проводяться різні дослідження в області ядерної науки і техніки, в тому числі і військового спрямовання.

## Електрична Компанія Ізраїлю

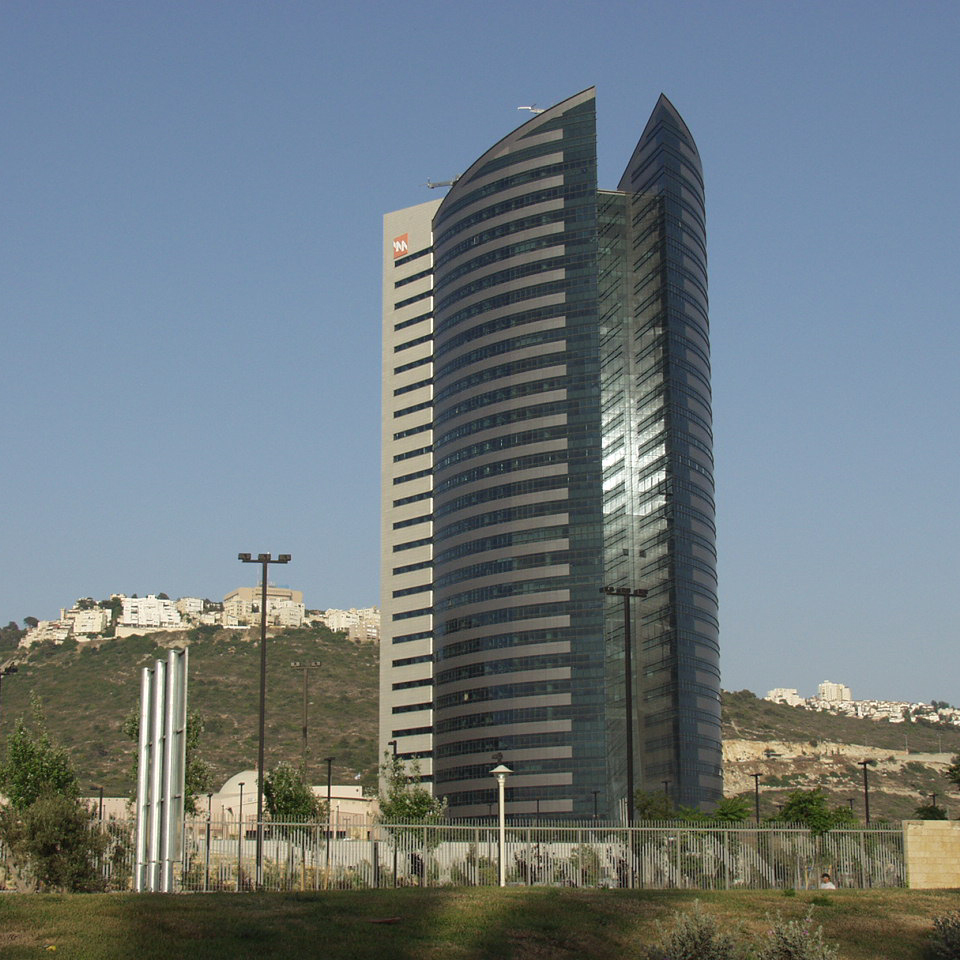
штаб-квартира в МЕК Tower

Електрична компанія Ізраїлю- електроенергетична компанія  що розташована в державі Ізраїль. Виробляє, передає і розподіляє практично всю електрику, що використовується в країні. Державі Ізраїль належить приблизно 99,85% Компанії.
Компанія була заснована ще за часів правління Британії в підмандатній Палестині. 29 березня 1923 р Пінхус (Петро Мойсейович) Рутенберг, за підтримки міністра колоній Вінстона Черчилля, отримав концесію на виробництво електроенергії і створив Палестинську Електричну Компанію. Тоді ж з'явилася перша електростанція, і електрику прийшло спочатку в Тель-Авів, а потім до Хайфи,  і інші міста.
У 1961 році назва компанії змінилася на «Israel Electric Corporation Limited».
У 2009 році Компанія продала 48 947 ГВт-год електроенергії.
За підсумками 2009 року, у Компанії була загальна виручка досягла $5 мільярдів, чистого доходу $328 мільйонів і загальна вартість активів $21,1 мільярда. Компанія володіє і управляє 17 електростанціями.

## Електроенергія в економіці
З моменту заснування держави до середини десятиліття 2010 року державна комунальна компанія Електрична компанія Ізраїлю (МВЦ) мала монополію на виробництво електроенергії в країні. У 2010 році компанія продала 52,037 ГВт електроенергії. До середини 2010-х років країна також стикнулася з постійно спадаючим операційним резервом, що є результатом того зо Ізраїль є бідним енергетично островом серед арабських багатих на енергетичні ресурси країн . є
Ізраїльська енергетична мережа, , не пов'язана з країнами сусідніх країн. Це пов'язано, головним чином, з політичними проблемами та розбіжностями, а також із значно менш розвиненою системою енергетичних систем Йорданії та Єгипту, чиї системи постійно борються за задоволення внутрішнього попиту та виходу на світовий ринок, . 
Тим не менш, хоча операційні резерви в Ізраїлі є низькими, країна має достатню потужність генерації та передачі для задоволення внутрішніх потреб в електроенергії, і на відміну від країн, що її оточують, осідання енергії. Ізраїль Історично рідко відчував нестачу енергії.
Зіткнувшись із зростаючим попитом на електроенергію країна стала стурбованою низькою резервною ситуацією, уряд Ізраїлю почав робити кроки для збільшення пропозиції електроенергії та збільшення оперативного резерву, а також для зменшення монопольного становища МЕК та збільшення конкуренції на ринку електроенергії, починаючи з другої половини 2000-х років. Він доручив МВС побудувати кілька нових електростанцій та заохотити приватні інвестиції у сектор генерації. До 2015 року частка МЕК у загальнодержавному встановленому електроенергетичному потенціалі зменшилася до приблизно 75%, тоді як компанія тоді мала встановлену виробничу потужність близько 13,6 ГВт (ГВт). З 2010 року Independent Power Producer побудували три нові електростанції з загальною генерацією потужністю близько 2,2 ГВт, а загальні виробничі потужності побудовані на об'єктах когенерації з загальною потужністю електроенергії близько 1 ГВт, і які мають ліцензію від влади на продаж надлишкової електроенергії до національної мережі за конкурентними цінами. Також на стадії будівництва знаходиться об'єкт 
сховище для зберігання електроенергії та накопиченням накопиченого газу, з двома додатковими проєктами, а також декілька енергоблоків, що працюють на сонячних батареях.
Крім вищезазначених кроків, Ізраїль та Кіпр розглядають питання про реалізацію запропонованого EuroAsia Interconnector проєкту. Він полягає в тому, що між Ізраїлем та між Кіпром та Грецією встановлюється 2000 МВт HVDC підводного кабелю живлення, з'єднуючи Ізраїль з більшою європейською енергосистемою.
Якщо це буде здійснено, це дозволить ще більше збільшити операційний резерв країни, а також продавати надлишку електроенергії за кордоном.
У 2016 році загальна виробнича потужність загальнонаціонального виробництва становила 67,2 ГВт-ч, з яких 55,2% було вироблено з використанням природного газу та 43,8% - з використанням вугілля - вперше частка виробництва електроенергії з використанням природного газу перевищила виробництво електроенергії за рахунок використання вугілля.
|                                               | Вугілля | Мазут | Природний газ | Дизельне паливо |
| --------------------------------------------- | ------- | ----- | ------------- | --------------- |
| Встановлена потужність за типлм заводів       | 39.7%   | 3.4%  | 39.8%         | 18.9%           |
| Загальне річне виробництво за джерелом палива | 61.0%   | 0.9%  | 36.6%         | 1.5%            |

## Повітряна електростанція Бней-Расон
Вітроелектростанція була побудована в 1992 році компанією May Eden За підтримки Міністерства енергетики та водопостачання Ізраїлю. Це була для Ізраїлю першою введеною в дію ВЕС і перший комерційний вітроенергетичний проєкт на Близькому Сході. 
Установка агрегатів була здійснена після великого аналізу перспектив вітрових ресурсів і проведених досліджень протягом трьох років на 20 потенційних майданчиках Голанських висот.
Mey Golan було надано ліцензію на будівництво вітрової електростанції на суму 500 мільйонів доларів і виробництвом енергії до 400 МВт. Проєкт складається з близько 150 турбін що будуть розміщені на площі 140 км.2 
в північно-східній частині Голанських висот, у селі Друз Мадждал Шамс мошаві Алоне Хабашан. До Mey Golan долучилася партнер американський енергетичний гігант AES Corporation . Партнерство між ними коштує 600 мільйонів доларів.

За висловлюваннями Міністерства закордонних справ Ізраїлю, в Галілеї, Араві та Нагеві планується побудувати ряд вітрових електростанцій. З цією метою ведеться робота по розробці вітроенергетичних об'єктів та створення ліцензійної допомоги розробникам вітрової електроенергії.

## Проєкти
Проєкт EuroAsia Interconector
ЄвроАзійський Інтенконектор являє собою мережевий зв'язок грецьких, кіпрських та Ізраїльських електромереж через найдовший у світі кабель для підводного човна. 
Це провідний проєкт, що становлять спільний інтерес Європейського Союзу, а також пріоритетний проєкт "Міжмережевого електроенергетичного шляху". Інтерконнектор є енергетичним шосе, що сполучає Азію та Європу. Уже відбулося схвалення взаємозв'язку електроенергії та розподілу витрат між Кіпром та Грецією 10 жовтня 2017 р. Та 21 березня 2018 р. Це є історичним рішенням Кіпру через закінчення електроенергетичної ізоляції останньої держави-члена ЄС.

Проєкт Interconnector EuroAsia було оголошено філантропом Насосом Кторідесом в Нікосії 23 січня 2012 року, він підкреслювпв роль Кіпру як енергетичного мосту між Європою та Азією . Угода про співпрацю для проведення техніко-економічного обґрунтування була підписана 4 березня 2012 р. в Єрусалимі між оператором проєкту Interconnector Ltd. EuroAsia (раніше DEI Quantum Energy) та корпорацією Israel Electric Corporation за участі міністра енергетики та водних ресурсів Ізраїлю Узі Ландау та Їфтаха Рон-Тала, директора "Ізраїльської електричної корпорації". 23 березня 2012 року в Нікосії Електричне міністерство Кіпру підписало угоду про співпрацю з оператором проєкту. 8 серпня 2013 року міністри енергетики Кіпру, Ізраїлю та Греції зустрілися на Кіпрі. Вони підписали тристоронній енергетичний меморандум та підтвердили свою підтримку для проєкту Interconnector.

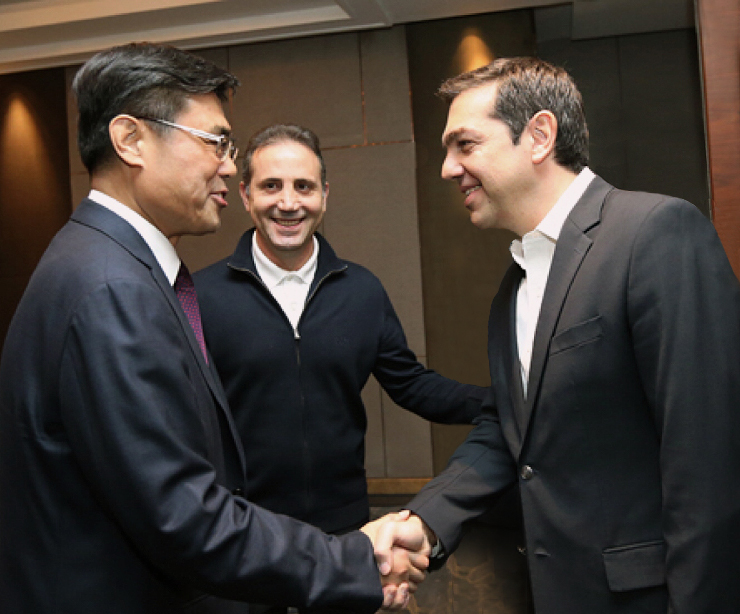
Тристороння зустріч у Пекіні, прем'єр-міністр Греції
Алексіса Ципраса, Шу Їнбяо та Насоса Кторідіса

Стадія втілення в життя проєкту розпочалося 13 лютого 2018 року шляхом повідомлення про будівництво 1-го етапу з оціночним бюджетом 3,5 мільярда євро, опубліковане в Офіційному журналі Європейського Союзу. Заклик до тендеру із приблизним бюджетом - 3,27 мільярда доларів - було опубліковано 17 квітня 2018 року в Офіційному журналі Європейського Союзу.